# John Flügel
John Carl Flügel, född 1884, död 1955, var en brittisk psykolog.
John Flügel var professor i psykologi vid University College London 1929–1943, president i Britisch Psychological Society 1932–1935. Sin forskning ägnade han huvudsakligen åt psykologin och psykoanalysens sociala aspekter och utgav i ämnet bland annat The Psycho-analytic Study of the Family (1921), Title, Practice, Fatigue and Oscillation (1928), Men And Their Motives (1934) och Man, Morals and Society (1945, svensk översättning 1946).